# Joseph Andrault de Langeron
Joseph Andrault de Langeron, II conte di Langeron, VIII barone de La Ferté, II barone di Cougny (Parigi, 19 novembre 1649 – Sceaux, 28 maggio 1711), è stato un ammiraglio francese.

## Biografia

### I primi anni
Figlio primogenito di Philippe Andrault, conte di Langeron (m. 1675), primo gentiluomo di camera del duca d'Enghien, e di Claude Faye d'Espesses (o d'Espoisses), prima dama d'onore della duchessa, Joseph Andrault era discendente della famiglia Andrault, una delle più antiche famiglie francesi, d'estrazione cavalleresca, originaria del Nivernais.
Suo padre, Philippe, ottenne da Luigi XIV - malgrado la sua partecipazione alla Fronda, e grazie alla sua influenza presso il Condé e Gastone d'Orléans - l'elevazione della terra di Langeron a contea con regia patente del 1656.

### Carriera militare nella marina reale francese

#### La guerra d'Olanda (1672-1678)

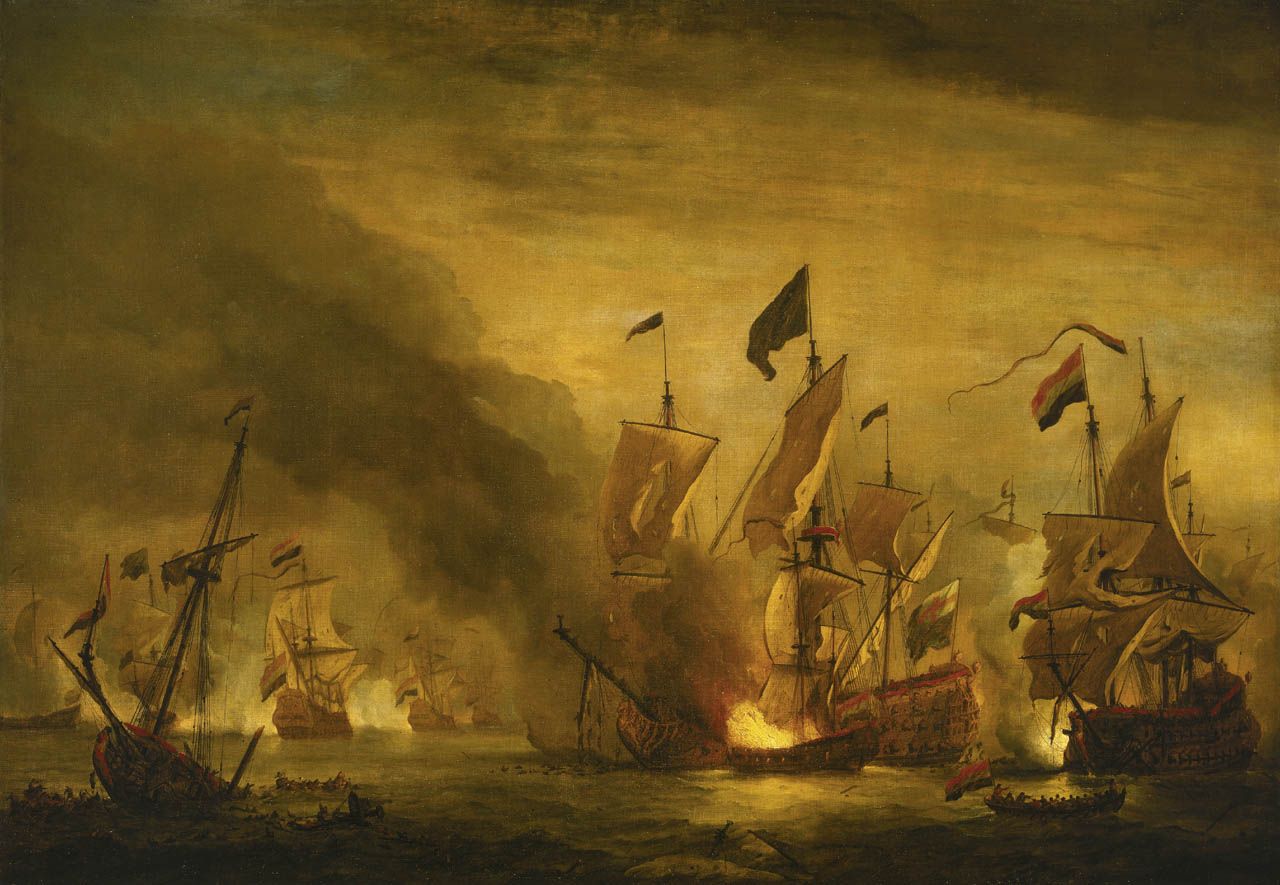
Il bombardamento della Royal James durante la battaglia di Solebay, il 28 maggio 1672, dipinto di Willem van de Velde il giovane.

Joseph Andrault decise di intraprendere la carriera militare come volontario tra le truppe di Francesco di Vendôme, che condusse la spedizione di Candia nel 1669. Entrò pertanto nella marina reale francese l'11 novembre 1690, imbarcandosi a Brest come sottotenente di vascello. Lottò contro i corsari nel Mediterraneo sotto gli ordini dell'ammiraglio d'Estrées. Promosso capitano di vascello il 2 novembre 1671, prese parte alla battaglia di Solebay e poi al combattimento di Schooneveld, rispettivamente il 7 e il 14 giugno 1673, a bordo del vascello L'Apollon, 50 cannoni. Durante la seconda battaglia di Schooneveld, il capitano de Langeron, con l'Apollon, si trovò davanti al vice-ammiraglio Bankœrt, prima di abbordare due vascelli nemici: sostenne l'avanzata degli avversari con una fermezza prodigiosa e per tre ore combatté contro gli olandesi, tirando da entrambi i bordi, abbandonando la sua posizione solo dopo aver messo in seria difficoltà gli avversari.
Il 21 agosto 1673, presenziò alla battaglia di Texel, nel corso della quale si trovò ad affrontare col resto della flotta franco-olandese l'ammiraglio Ruyter. Nel 1674, contribuì alla presa di un vascello spagnolo, il San Pedro, in compagnia del capitano Lafayette, in un breve combattimento nei pressi di Collioure. L'anno successio, si distinse nella battaglia di Stromboli, lungo le coste della Sicilia. Nel 1676, comandò un vascello nella battaglia di Alicudi, così come in quella di Agosta e di Palermo. Il maresciallo di Vivonne lo inviò con Tourville, Gabaret, e Chaumont contro le forze nemiche presso il porto. Fu lui a portare a Luigi XIV la novella del trionfo del duca di Vivonne.
Il re lo nominò ispettore della marina reale e lo incaricò della costruzione dei vascelli nell'aprile 1684. In quello stesso anno sposò la figlia ed erede di Jean-François du Gouray, marchese de la Coste, luogotenente reale della Bassa Bretagna.

#### Guerra della Lega d'Augusta (1688-1697)

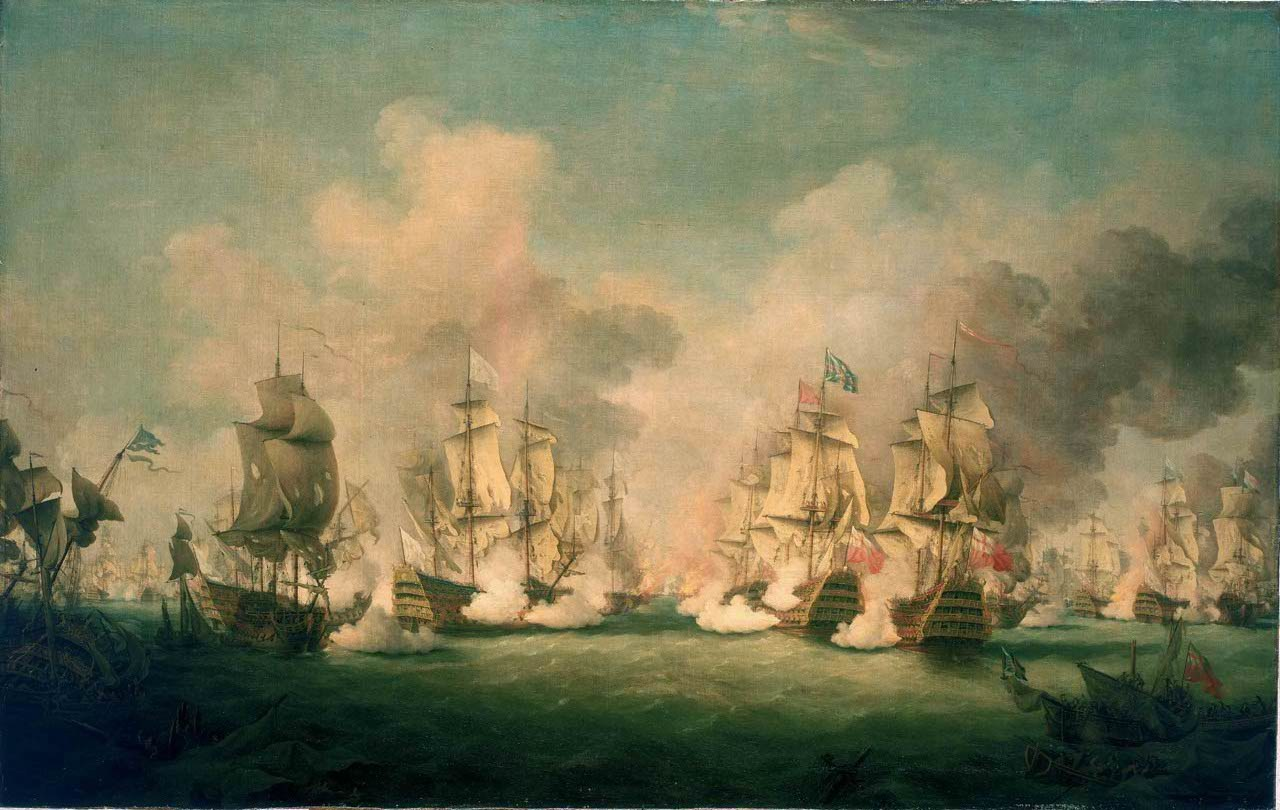
La Battaglia di Barfleur in un dipinto di Richard Paton.

Capo squadra dal 1º novembre 1689, prese parte alla battaglia di capo Béveziers del 10 luglio 1690 al comando de La Couronne, 72 cannoni. Nella Battaglia di Barfleur-La Hogue, a bordo della Souverain, 84 cannoni, comandò la terza divisione nel corpo della battaglia. Nel 1694, si pose alla testa di un battaglione di truppe inglesi comandate da Lord Berkeley che avevano gettato l'ancora il 7 aprile nella baia di Camaret, grazie alle eccellenti misure difensive approntate da Vauban.
Corrispondente del Grand Condé, quest'ultimo lo raccomandò a Colbert e a Seignelay, promuovendo largamente le sue successive promozioni. Tenente generale dal 1º aprile 1697, venne nominato comandante della marina di Toulon dal 1698, rimanendo in carica sino al 1709.

#### Guerra di successione spagnola (1701-1714)

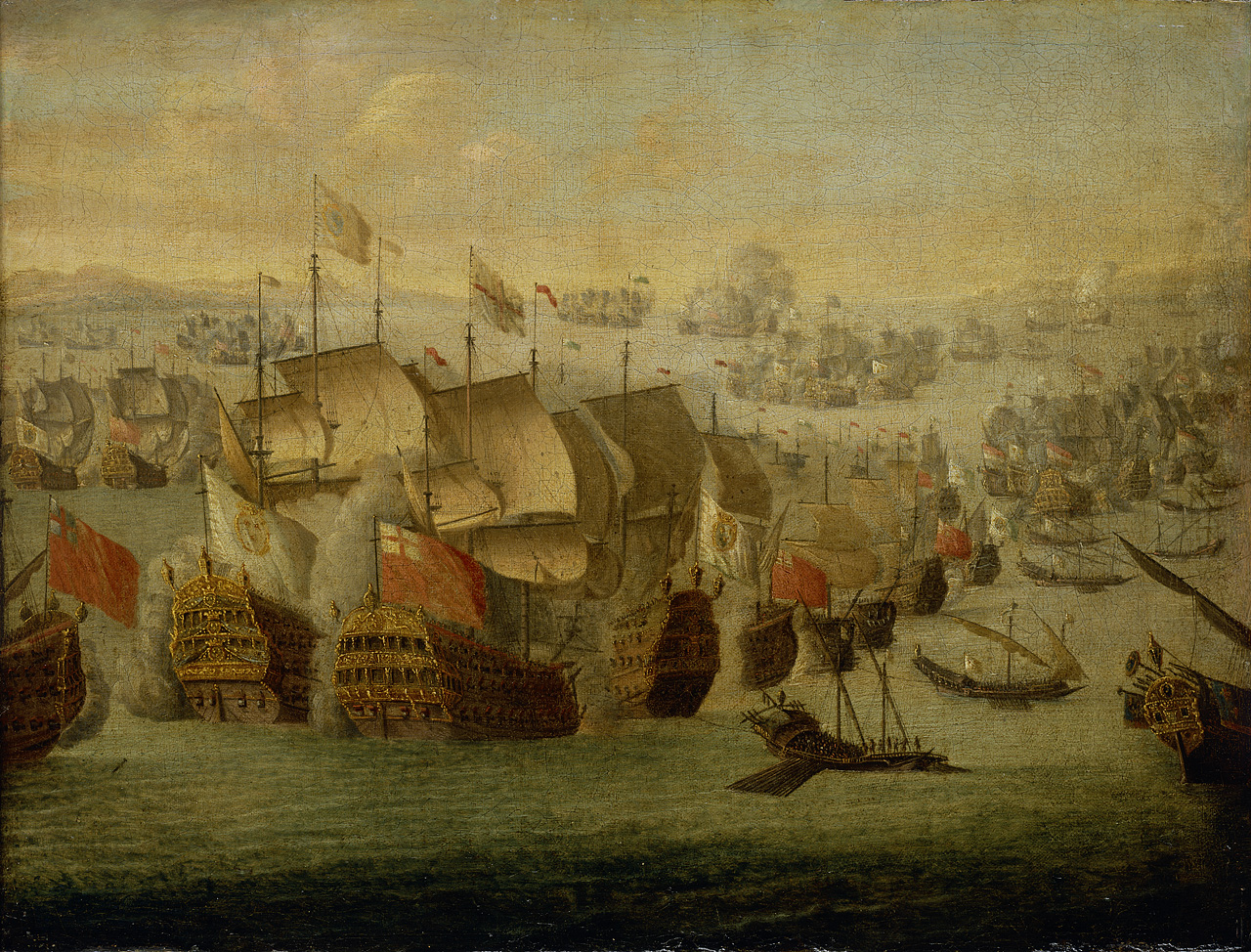
La Battaglia di Vélez-Malaga, 24 agosto 1704.

Venne nominato cavaliere dell'Ordine di San Luigi nel 1703, dopo «trentantré anni di servizio fedele». Ottenne l'anno successivo il comando della Le Soleil Royal, 102 cannoni, e prese parte con la flotta franco-spagnola alla battaglia navale di Vélez-Málaga (24 agosto 1704), sotto gli ordini del conte di Tolosa, ammiraglio di Francia.
Langeron, a bordo della Soleil Royal, forzò Callenburgh ad abbandonare la nave ammiraglia Albermale, che poco dopo colò a picco. Anche Le Nimègue, altro vascello delle Province Unite, perse il suo capitano.

##### L'assedio di Toulon (1707)

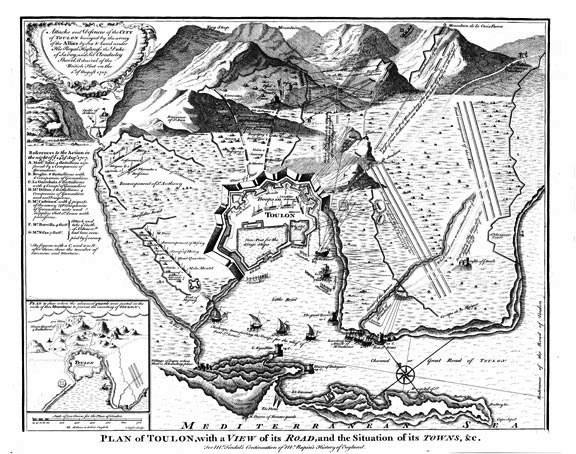
Mappa di Toulon, assediata dalla flotta britannica dell'ammiraglio Shovell (1707).

Nominato commendatore dell'Ordine di San Luigi, nel 1707 prese parte alla difesa di Toulon. Il duca di Savoia e il principe Eugenio di Savoia attaccarono la città via terra, l'ammiraglio Shovell via mare, con 48 vascelli della flotta coalizzata anglo-olandese. Langeron ricevette l'ordine di porsi in fondo alla flotta francese nel caso in cui Toulon non potesse essere soccorsa.
Dopo quest'azione militare, rimase in servizio presso la marina francese ancora per due anni e poi decise di ritirarsi a vita privata.

### La morte
Morì di apoplessia il 28 maggio 1711 a Sceaux, nel castello del duca del Maine, generale delle galee francesi, di cui era grande amico.

## Matrimonio e figli
Nel luglio 1684 sposò Jeanne Marguerite du Gouray, marchesa de La Côte (o Coste), figlia di Jean-François de Gouray, marchese de La Côte. Da questa unione nacquero:
- Louis-Théodore Andrault, III conte di Langeron. Fu padre di Louis Alexandre Andrault de Langéron, IV conte di Langéron, marchese de la Coste (1763-1831), generale al servizio dell'impero russo;
- Sylvie-Angélique Andrault, sposò Claude de Thiard (m. 1723).

## Stemma
| Image | Stemma                                                                      |
| ----- | --------------------------------------------------------------------------- |
|       | Joseph Andrault de Langeron Conte di Langeron, Barone di La Ferte di Cougny |